# MX Puppis
MX Puppis (MX Pup / r Puppis) es una estrella de magnitud aparente +4,81 situada en la constelación de Puppis, la popa del Navío Argos.
De acuerdo a la nueva reducción de los datos del satélite Hipparcos, su paralaje es de 3,51 ± 0,16 milisegundos de arco, por lo que se encuentra a 929 ± 44 años luz del sistema solar.
Forma parte del cúmulo Escorial 27 (vd BH23).
MX Puppis es una gigante azul de tipo espectral B1.5IIIe.
Tiene una luminosidad 13.276 veces superior a la luminosidad solar y una elevada temperatura efectiva de 25.172 K.
Gira sobre sí misma con una velocidad de rotación proyectada —límite inferior de la misma que depende de la inclinación de su eje de rotación— de 152 km/s.
Se estima que la inclinación de dicho eje respecto al observador terrestre es de 22°.
Es una estrella masiva con una masa de 10,1 masas solares y una edad de 22,5 ± 2,6 millones de años.
Su masa se sitúa en la parte alta de la franja de 8 - 10 masas solares, por encima de la cual las estrellas finalizan su vida explosionando violentamente en forma de supernova.
MX Puppis es una binaria espectroscópica de corto período (5,1526 días), siendo la excentricidad de la órbita e = 0,46.
Está catalogada como estrella Be y en el General Catalogue of Variable Stars figura catalogada como variable Gamma Cassiopeiae.
La variación registrada de su brillo es de 0,32 magnitudes.